# Aedes indosinensis
Aedes indosinensis är en tvåvingeart som först beskrevs av Borel 1928.  Aedes indosinensis ingår i släktet Aedes och familjen stickmyggor. Inga underarter finns listade i Catalogue of Life.